# Hanno-Opanlînka, Prîazovske
Hanno-Opanlînka (în ucraineană Ганно-Опанлинка) este un sat în comuna Besidivka din raionul Prîazovske, regiunea Zaporijjea, Ucraina.

## Demografie
Componența lingvistică a localității Hanno-Opanlînka
     Ucraineană (94,72%)
     Rusă (4,91%)
     Alte limbi (0,38%)
Conform recensământului din 2001, majoritatea populației localității Hanno-Opanlînka era vorbitoare de ucraineană (94,72%), existând în minoritate și vorbitori de rusă (4,91%).